# Zeta Fornacis
Zeta Fornacis (ζ For) es una estrella en la constelación de Fornax, el horno.
De magnitud aparente +5,70, se encuentra a 106 años luz del sistema solar.
Su mínima distancia a la Tierra, 80 años luz, tuvo lugar hace 513.000 años.
Zeta Fornacis es una estrella blanco-amarilla de la secuencia principal de tipo espectral F4V, también catalogada como F2V.
Atendiendo a la primera de las clasificaciones, es una estrella similar a λ Arae o a ο Gruis.
Con una temperatura efectiva de 6587 K, su luminosidad es casi cinco veces mayor que la del Sol.
Su diámetro es un 50% más grande que el diámetro solar y gira sobre sí misma con una velocidad de rotación de al menos 85 km/s, por lo que lo hace 42 veces más rápido que el Sol.
Ello le lleva a completar un giro sobre sí misma en un día —el Sol emplea 25 días en hacerlo.
Presenta un contenido metálico inferior al solar en un 20%, siendo su índice de metalicidad [Fe/H] = -0,10.
Tiene una masa un 43% mayor que la del Sol y una edad de 1000 millones de años.
Zeta Phoenicis es una estrella binaria cuyas componentes están separadas visualmente 16,3 segundos de arco.
La componente secundaria, denominada LDS 3446, es una enana roja de tipo M2.5V, parecida, por ejemplo, a Gliese 393.